# Partit Republicà d'Esquerra
El Partit Republicà d'Esquerra (Partido Republicano de Izquierda) es la federación catalana, formada en junio de 1935, del partido Izquierda Republicana, creado en abril de 1934, por la fusión de Acción Republicana de Manuel Azaña, el Partido Republicano Radical Socialista de Marcelino Domingo y la Organización Republicana Gallega Autónoma (ORGA) de Santiago Casares Quiroga. Tomó ese nombre para no ser confundido con Esquerra Republicana de Catalunya (ERC), partido también republicano pero de carácter nacionalista catalán.
El comité ejecutivo estaba formado por Faustí Ballvé y Eduard Albors del Partit Català d'Acció Republicana (Partido Catalán de Acción Republicana) y por Brauli Solsona, Ramon Nogués i Comet y Ramon Nogués i Bizet del Partido Republicano Radical Socialista. Presentó tres candidatos en el Front d'Esquerres de Catalunya en las elecciones de 1936, que resultaron elegidos diputados (Domingo, Nogués i Bizet y Ballvé). 

## Guerra Civil
Integrada en el Front d'Esquerres), Izquierda Republicana consiguió 87 diputados en las elecciones del 16 de febrero de 1936 (siendo el tercer grupo parlamentario de las Cortes, tras el PSOE y la CEDA), obteniendo la presidencia de Consejo de Ministros en la persona de Manuel Azaña. En mayo de 1936, tras la destitución de Niceto Alcalá Zamora, Azaña fue elegido presidente de la República por la asamblea conjunta de diputados y compromisarios celebrada el 10 de mayo. El también militante de Izquierda Republicana Santiago Casares Quiroga fue elegido presidente del Consejo en su sustitución.
Tras el estallido de la Guerra Civil, otro militante de IR, José Giral, le sucedió al frente del Consejo. IR mantuvo su representación en todos los Gobiernos hasta el final de la Guerra civil, pero cada vez con una mayor presencia en la vida política de la zona republicana. Azaña permaneció en la Presidencia de la República hasta su dimisión en febrero de 1939, semanas antes del final de la contienda.

## Exilio
En el exilio después de la Guerra Civil Española, formó parte del Consell Nacional de la Democràcia Catalana (Consejo Nacional de la Democracia Catalana) como partido de carácter laico y republicano.
Acción Republicana Democrática Española (ARDE), antiguos militantes de Izquierda Republicana (IR), el Partit Republicà d'Esquerra (PRE-IR) y Unión Republicana (UR) intentaron crear un nuevo proyecto durante la Transición política, cosa que fracasó.